# День студента (Україна)
День студента — свято всіх студентів, яке в Україні відзначають як і в більшості країн світу — 17 листопада, також відоме як міжнародний День студентів. 

## Статус
Свято асоціюється з молодістю, романтикою і веселощами. З'явилось імперське свято ще XVIII століття, а історія сучасного святкування почалася в Чехословаччині під час Другої світової війни, пов'язана з трагічними подіями.

## Заснування
Свято встановлено в Україні згідно з Указом Президента № 659/99 від 16 червня 1999 р. 
Також, ще за старою царською, потім радянською традицією святкували 25 січня (Тетянин день), хоча цей день відноситься переважно до Росії та Російської імперії, бо присвячений відкриттю університету у Москві.

## Історія

### Історія
28 жовтня 1939-го в окупованій Чехословаччині празькі студенти і викладачі вийшли на демонстрацію, щоб відзначити річницю утворення Чехословацької держави (28 жовтня 1918 року). Окупанти розігнали демонстрацію, при цьому був застрелений студент медичного факультету Ян Оплетал.
Похорони Яна пройшли 15 листопада 1939-го і переросли в акцію протесту. Десятки демонстрантів були арештовані. 17 листопада війська рано вранці оточили студентські гуртожитки. Більше 1200 студентів було арештовано і поміщено в концтабір в Заксенхаузен. Дев'ятьох студентів і активістів студентського руху стратили в катівнях в'язниці в празькому районі Рузине. Всі чеські вищі навчальні заклади були закриті до кінця війни. На честь цих подій на Всесвітньому конгресі студентів і був проголошений Міжнародний день студентів. Сьогодні він святкується в багатьох країнах світу.